# 遼里社區
遼里社區隸屬於浙江省湖州市南潯鎮，居委會範圍：東至嘉業路、南至人瑞路、西至萬順路、北至同心路。本社區是新區，南潯鎮中心，是城中村結合部，約0.45平方公里。社區居委會位於南潯鎮適園路家浙會飯店停車場南側。
社區現有常住戶2124戶，常住人口6022人。有高層樓群147幢，242個單元，86幢別墅，10個居民小區，其中3個已封閉式管理，有居民小組18個。
社區有結對單位：南潯區委宣傳部、南潯區農業局、南潯區國稅局、南潯區審批中心、南潯區人民法院。共建單位：南潯商會、朱塢村民委員會、國土資源局等11家。

## 外部連結
- 湖州市南潯鎮遼里社區[永久]